# Бушена картица
Бушена картица, IBM картица, или Холерит картица (по Херману Холериту) је део тврдог папира који садржи дигиталне информације на основу присуства или одсуства рупа на картици. Иако данас застареле, бушене картице су биле широко распрострањене у 19. веку за контролу текстилних разбоја. Биле су коришћене у 20. веку за снимање, обраду и чување података. Први дигитални рачунари су користили бушене картице које су коришћене као основни медијум за унос рачунарских програма и података. Својевремено бушене картице су користиле и машине за гласање.